# Sputnikmusic
Sputnikmusic, eller blot Sputnik, er en musikside med musikanmeldelser og nyheder om musik. Formatet på hjemmesiden er ualmindeligt, idet det typisk tillader materiale skrevet af både professionelle og amatører stå sammen, hvilket adskiller det fra lignende sider som Pitchfork Media og Tiny Mix Tapes, samt samler og præsenterer metadata i en wiki-stil på en måde der kan sammenlignes med Rate Your Music og IMDb.
Over tid er stiden blevet etableret som en valid kilde, og er blandt kilderne som Metacritic, og andre sider på internettet benytter. Generelt fokuserer medarbejderne på nyudgivelser, men alle brugere er dog velkomne til skrive anmeldelser om alle albums, der er blevet officielt udgivet. Alle genre musik bliver dækket på siden, med undersektioner dedikeret til heavy metal, punk, indie, rock, hip hop og pop.
De ansattes musikfokus er ofte på grupper og kunstnere som ikke er mainstream, som Burial, Kidcrash, Cynic, Kayo Dot, Off Minor og The Tallest Man On Earth, der alle har ligget højt på medarbejdernes liste over bedste kunstnere i 2006, 2007, 2008 og 2010 features.

## Bedste albums ifølge medarbejderne
| År   | Kunstner                 | Album               | Top 5 Albums | Ref.  |
| ---- | ------------------------ | ------------------- | --- | ----- |
| 2010 | The Tallest Man On Earth | The Wild Hunt       | - 5th: The National – High Violet | [ 3 ] |
| 2011 | Bon Iver                 | Bon Iver, Bon Iver  | - 5th: Manchester Orchestra – Simple Math | [ 4 ] |
| 2012 | Swans                    | The Seer            | - 5th: Andrew Bird – Break It Yourself | [ 5 ] |
| 2013 | Julia Holter             | Loud City Song      | - 5th: Gorguts – Colored Sands | [ 6 ] |
| 2014 | Flying Lotus             | You're Dead!        | - 5th: The War on Drugs - Lost in the Dream | [ 7 ] |
| 2015 | Kendrick Lamar           | To Pimp a Butterfly | - 2nd: Sufjan Stevens - Carrie & Lowell - 3rd: Grimes - Art Angels - 4th: The Dear Hunter - Act IV: Rebirth in Reprise - 5th: Viet Cong - Viet Cong        | [ 8 ] |
| 2016 | David Bowie              | Blackstar           | - 2nd: Thrice - To Be Everywhere Is to Be Nowhere - 3rd: Radiohead - A Moon Shaped Pool - 4th: Angel Olsen - My Woman - 5th: Solange - A Seat at the Table | [ 9 ] |